# My First Night Without You
«My First Night Without You» (рус. Моя первая ночь без тебя) — второй сингл с третьего альбома Синди Лопер A Night to Remember.

## Информация о сингле
Песня «My First Night Without You» была написана Синди Лопер, а также Билли Стейнбергом и Томом Келли — авторами её хитов «True Colors» и «I Drove All Night».
Песня рассказывает о первом возвращении домой после расставания с любимым человеком. В видеоклипе Синди едет домой на машине, входит в пустые комнаты дома и вспоминает о счастливом времени, проведённом с возлюбленным. В роли бывшего бойфренда снялся Дэвид Уолфф, возлюбленный Синди и её менеджер. Примечателен тот факт, что вскоре после выхода видеоклипа они расстались и в реальной жизни.
Би-сайдом сингла стала песня «Unabbreviated Love», которую Синди часто исполняла во время тура в поддержку альбома A Night to Remember.
В промокампании сингла были использованы постеры, которые посылались в универмаги и музыкальные магазины, продававшие сингл.
«My First Night Without You» считается коммерческим провалом, так как он не сумел достигнуть высоких позициях в чартах. Исключением стали чарты латиноамериканских стран, некоторые из которых (национальный колумбийский, а также чарт одного из бразильских радио) сингл даже возглавил.

## Чарты
| Страна         | Позиция в чарте |
| -------------- | --------------- |
| Австралия      | 47              |
| Великобритания | 53              |
| Ирландия       | 28              |
| Колумбия       | 1               |
| Новая Зеландия | 14              |
| США            | 62              |
| Франция        | 46              |
| Чили           | 12              |